# Bryum tetragonum
Bryum tetragonum là một loài rêu trong họ Bryaceae. Loài này được Hedw. Brid. mô tả khoa học đầu tiên năm 1803.